# Perfect Strangers (película de 2004)
Perfect Strangers es un telefilme británico de 2004, del género comedia, dirigido por Robin Shepperd, y protagonizado por Rob Lowe y Anna Friel en los papeles principales. 

## Argumento
Lloyd Rockwell (Rob Lowe) es un neoyorquino y Susie Wilding (Anna Friel) una londinense: ambos trabajan en la misma agencia de publicidad. Un día, sus jefes deciden que deben cambiar los puestos y vivir durante un mes el uno en la casa del otro. Debido a esto, y a las diferencias culturales que deben enfrentar en ambos países, ambos comienzan una constante comunicación por teléfono para tratar de seguir con sus respectivas vidas pese a la distancia. Sin embargo, la carrera de Lloyd (y sus planes de matrimonio) está en peligro debido a que se le acusa falsamente de traicionar a la compañía; por lo que él y Susie deben trabajar juntos para arreglar el problema y recuperar la confianza de la compañía en Lloyd. Pero la amistad se va profundizando y los lleva por otros caminos.